# سرودخوان سرکبود
سرودخوان سرکبود(نام علمی: Vireo solitarius) نام یک گونه از سرده سرودخوان است.